# Head Phones President
Head Phones President — альтернативная группа, играющая в жанрах экспериментальный метал, альтернативный метал, ню-метал и хард-рок. Их сердце — вокалистка Anza, наполняет тяжёлое звучание резкими, надрывными, эмоциональными переливами голоса. Гитары переплетаются с этническими мотивами (африканские барабаны, флейты, хоралы и просто напевы), и вибрирующая смесь достаточно классического тяжёлого звучания с подобными элементами дает на выходе впечатляющую, незабываемую музыку, которую трудно с чем-то сравнить.

## История развития
После того, как Анза закончила свою карьеру в роли Усаги Цукино в мюзиклах по аниме «Sailor Moon», она два года занималась сольной карьерой. Однако, вскоре от гитариста Hiro и его брата Mara поступило предложение создать группу другого музыкального типа. Эта группа получила название «Deep blue». Они нашли басиста Kawady и барабанщика Okaji. Группа сменила название на «Head phones president» и выпустила в 2000 году свой первый макси сингл «Escapism».
Макси синг"escapism" достиг 1-го места в чартах синглов в Tower Records Shibuya store в Токио в течение только 3 дней после его выпуска. В тот же самый день, представление в магазине привлекло 300 человек, отметивших их шокирующий дебют.
Перед выпуском второго сингла «Crap Head» басиста Kawady заменяет Narumi.
С 2002 сразу после их тура по стране Head Phones President отправились в международный тур.
Первый полный альбом «Vary» (2003) ещё раз занял 1-е место в чартах индисов Tower Records Shibuya store в Токио. Помимо главных индис чартов, по общим внутренним и международным продажам, "VARY"оказался на 9-м месте в Национальном чарте альбомов на первой неделе его выпуска, поднявшись на 8-е место на второй неделе; действительно блестящее достижение.
Далее HPP выпускают максисингл + DVD «de ja dub» в 2004, максисингл «WhitErRor» и мини-альбом «vacancy» в 2005.
2007 — HPP едут в Швецию, Тайвань, Лос-Анджелес. И выпускают 2-й полный альбом «folie a deux» в декабре.
2008 — они поддерживают «In This Moment» из Лос-Анджелеса в Японии и Китае. HPP едут в Австралию, Тайвань.
В октябре выступают в «LOUD PARK» (совместно с SLIPKNOT, CARCASS, и т. д.) и выпускают live DVD «PARALYSED BOX».
В ноябре выступают в «TASTE OF CHAOS» (вместе с MUCC, STORY OF THE YEAR, AS I LAY DYING, и т. д.).
2010 — Совершают тур с группой «DOMENICA» по Японии и Нью-Йорку.
2010 — MAR покинул группу по личным причинам. Head Phones President продолжает существовать, но в форме квартета.
26.02.2011 группа приняла участие в концерте «Japan Expo Sud»
6.07.2011 года — вышел третий DVD диск группы с названием «DELIRIUM»
01.04.2012 — вышел мини-альбом, посвященный туру по США «Purge the world».
Во время тура по США (апрель 2012) группа выступала в Nashville, MTAC Omega.
06.06.2012 — увидел мир новый альбом «Stand in the world», с релизом которого группа отправилась в тур по Японии.

## Состав группы
- Anza Oyama — вокал (1999 — наше время)
- Hiro — гитара (1999 — наше время)
- Narumi — бас-гитара (2001 — наше время)
- Batch — барабаны (2005 — наше время)

Бывшие участники:
- Kawady — бас (1999—2001)
- Okaji — барабаны (1999—2005)
- Mar — гитара (1999—2010)

## Дискография
Альбомы
- ID (Февраль 9, 2002)
- Vary (Апрель 25, 2003)
- Vacancy (Ноябрь 23, 2005)
- Folie a Deux (Декабрь 12, 2007)
- Prodigium (Октябрь 7, 2009)
- Pobl Lliw (Сентябрь 3, 2010)
- STAND IN THE WORLD (Июнь 6,2012)
- Disillusion (2014)

Синглы
- «Escapism» (Декабрь 6, 2000)
- «Crap Head» (Май 16, 2001)
- «De Ja Dub» (Апрель 23, 2004)
- «Whiterror» (Июль 6, 2005)
- «PURGE THE WORLD» (Апрель 1, 2012)

DVD — диски
- Toy’s Box (Август 30, 2006)
- Paralysed Box (Октябрь 29, 2008)
- Delirium (Май 27, 2011)